# Jocko (singe)
Pour les articles homonymes, voir Jocko.

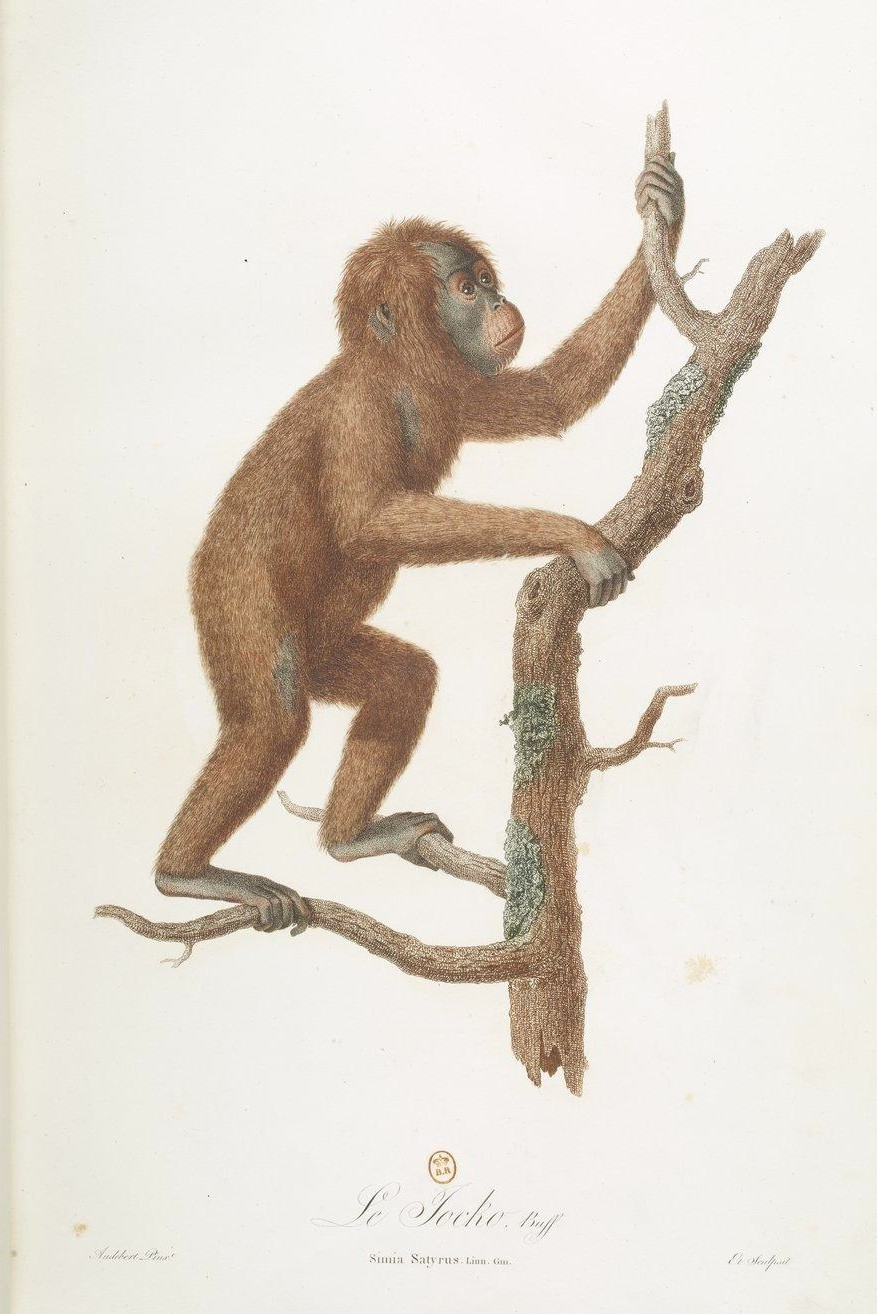
Le Jocko par Jean Baptiste Audebert (1799).

Le Jocko est un singe décrit par le comte de Buffon dans le quatorzième volume de son Histoire naturelle publié en 1766. Il y est présenté, aux côtés du « Pongo », comme un orang-outan. Sa description correspond en réalité à celle d'un chimpanzé rapporté en France en 1740 et mort l'année suivante à Londres, et dont la dépouille naturalisée et le squelette étaient conservés au Cabinet du roi du Jardin des plantes de Paris.